# 10 Arietis
Désignations
10 Arietis (en abrégé 10 Ari) est une étoile binaire de la constellation du Bélier. 10 Arietis est sa désignation de Flamsteed. Elle est visible à l'œil nu comme une étoile pâle, de couleur bleue-blanche, avec une magnitude apparente combinée de 5,63. D'après les mesures de sa parallaxe annuelle par le satellite Hipparcos, le système est situé à environ 159 années-lumière de la Terre. Il s'éloigne du Système solaire à une vitesse radiale héliocentrique de +12,9 km/s.
Les deux étoiles tournent l'une autour de l'autre selon une période de révolution d'environ 325 ans et avec une excentricité de 0,59. Le demi-grand axe de l'orbite a une taille apparente de 1,39″. La composante primaire, désignée 10 Arietis A, a une magnitude de 5,92. Il s'agit d'une sous-géante jaune-blanc en train d'évoluer hors de la séquence principale, de type spectral F8IV. La composante secondaire, 10 Arietis B, est une étoile jaune-blanc de la séquence principale de type spectral F9V et de magnitude 7,95. Il existe un compagnon visuel de magnitude 13,5, parfois désigné 10 Arietis C, situé à une distance angulaire de 95,30″ et à un angle de position de 150° de l'étoile primaire (en date de 2001).

## Nots et références